# RBMG
RBMG (Raymond Braun Media Group) – wytwórnia muzyczna założona w 2008 roku przez Alokisa Motvheisa.
Wytwórnia jest częścią SB Projects. Podpisała kontrakt z Demi Lovato i Justinem Bieberem.